# Takeo Kurita
Takeo Kurita (栗田 健男 Kurita Takeo?,  28 de abril de 1889-19 de diciembre  de 1977) fue un vicealmirante de la Armada Imperial Japonesa durante la Segunda Guerra Mundial.

## Biografía
Kurita nació en Mito, en la prefectura de Ibaraki, en 1889. Se graduó en la 38.ª clase de la Academia Naval Imperial en 1910. Como guardiamarina sirvió en los cruceros Kasagi y Niitaka. Con su ascenso a alférez en 1911, fue asignado al crucero Tatsuta.
Después de su ascenso a subteniente en 1913, Kurita sirvió en el acorazado Satsuma, en el destructor Sakaki y en el crucero Iwate. Tres años después, en 1916, fue nombrado teniente y sirvió en distintos buques de guerra hasta que se le asignó su primer mando en 1920: el destructor Shigure; al año siguiente recibió el del Oite.
Con su ascenso a teniente comandante en 1922 fungió como comandante de los destructores Wakatake, Hagi y Hamakaze. En 1927 fue ascendido a comandante y comandó el 10.º y 25.º Grupo de Destructores. Ascendido a capitán en 1932, fue puesto al mando del 12.º Grupo de Destructores; además, recibió el mando del crucero ligero Abukuma.
En 1937 recibió el mando del acorazado Kongō. Al año siguiente, en 1938, fue ascendido a contraalmirante y comandó la 1.ª Flotilla de Destructores y posteriormente la 4.ª.

### Segunda Guerra Mundial
Con el estallido de la guerra del Pacífico, Kurita estuvo al mando de la 7.ª División de Cruceros durante el ataque a Pearl Harbor.
Durante la Segunda Guerra Mundial Kurita participó en múltiples batallas como la invasión a la isla de Java de 1941, la batalla de Midway (donde perdió el crucero Mikuma; después de la cual fue ascendido a vicealmirante el 1 de mayo de 1942), la Campaña de Guadalcanal, y finalmente en la batalla del golfo de Leyte  perdió importantes unidades tales como el acorazado clase Yamato, Musashi, los cruceros  pesados Maya, Chōkai, Suzuya y Kumano que eran parte de su Fuerza Central de ataque.
En dicha batalla, en el sector de Samar, los japoneses habían logrado cumplir dos terceras partes del Plan SHO-1 logrando distraer al almirante Halsey y su 3.ª Flota hacia la flota señuelo del almirante Jisaburō Ozawa retirándola hacía Cabo Engaño bastante al norte del sector.
Kurita irrumpió a través del estrecho de San Bernardino y  sorprendió en las primeras horas de la mañana a los americanos durante las operaciones de desembarco  y tuvo en sus manos  la real posibilidad de infligir un duro golpe a las fuerzas americanas representada por la  fuerza de portaaviones auxiliares americana Taffi 3 que era parte de la 7.ª flota del almirante Thomas C. Kinkaid que operaba en ese sector en apoyo a 200.000 efectivos que había establecido una cabeza de playa en Leyte.
La poderosa flota de Kurita arremetió con ímpetu cañoneando a distancia, logrando hundir al cañón con disparos parabólicos, un pequeño portaaviones de escolta, y  tres destructores;  pero en el momento decisivo de la batalla en que todas las tornas estaban a su favor y la destrucción de los remanentes americanos era cosa de tiempo, dio sorpresivamente la orden de retirarse dando la media vuelta,  demostrando pérdida de control situacional,  insolvencia estratégica y exceso de prudencia  que permitieron al enemigo contraatacarle con exiguas fuerzas, de hecho, fue atacado de vuelta con fuerzas desproporcionadamente menores (tres destructores de escolta y algunos aviones caóticamente armados) que le provocaron la pérdida de los cruceros Chokai,  Kumano, Chikuma y Suzuya y se retiró vencido el 25 de octubre de 1944.
Kurita fue duramente criticado por algunos de los estrategas navales y militares japoneses de alto rango por no haberse empleado a fondo. Su actuación en la batalla del golfo de Leyte es aún objeto de discusión en las academias de estrategia naval.
En diciembre, Kurita fue cesado de su cargo y re-asignado a cargo honorífico de la Academia Imperial Naval Japonesa.
Después de la rendición, se retiró a la vida privada y no habló de su pasado con nadie de su familia; con una sola excepción cuando concedió una entrevista a un periodista japonés en 1954, donde despejó algunas dudas sobre su conducta en la Batalla del Mar de Samar.
El vicealmirante Kurita falleció en 1977 y su tumba se encuentra en el cementerio Tama Reien, a las afueras de Fuchu, Tokio.